# Пиндорама-ду-Токантинс

Пиндорама-ду-Токантинс на карте штата.

Пиндорама-ду-Токантинс (порт. Pindorama do Tocantins) — муниципалитет в Бразилии, входит в штат Токантинс. Составная часть мезорегиона Восточный Токантинс. Входит в экономико-статистический микрорегион Дианополис. Население составляет  4 506 человек на 2010 год. Занимает площадь 1 559,086 км². Плотность населения — 2,89 чел./км².

## Демография
Согласно сведениям, собранным в ходе переписи 2010 г. Национальным институтом географии и статистики (IBGE), население муниципалитета составляет:
| Полное население                               | Полное население                               | Полное население                               | Полное население                               | 4 506 |
| ---------------------------------------------- | ---------------------------------------------- | ---------------------------------------------- | ---------------------------------------------- | ----- |
| в том числе:                                   | Городское население                            | 2 947                                          | Процент городского населения, %                | 65,40 |
|                                                | Сельское население                             | 1 559                                          | Процент сельского населения, %                 | 34,60 |
|                                                | Мужское население                              | 2 385                                          | Процент мужского населения, %                  | 52,93 |
|                                                | Женское население                              | 2 121                                          | Процент женского населения, %                  | 47,07 |
| Плотность населения, чел/км²                   | Плотность населения, чел/км²                   | Плотность населения, чел/км²                   | Плотность населения, чел/км²                   | 2,89  |
| Население муниципалитета в % к населению штата | Население муниципалитета в % к населению штата | Население муниципалитета в % к населению штата | Население муниципалитета в % к населению штата | 0,33  |

По данным оценки 2016 года население муниципалитета составляет 4 547 жителей.

## История
Город основан 28 октября 1948 года. 

## Статистика
- Валовой внутренний продукт на 2003 составляет 12.128.150,00 реалов (данные: Бразильский институт географии и статистики).
- Валовой внутренний продукт на душу населения на 2003 составляет 2.648,65 реалов (данные: Бразильский институт географии и статистики).
- Индекс развития человеческого потенциала на 2000 составляет 0,658 (данные: Программа развития ООН).

## Важнейшие населенные пункты
| № | Населённый пункт       | Населённый пункт (порт.) | Категория | Население чел. (2010) | На карте                        |
| - | ---------------------- | ------------------------ | --------- | --------------------- | ------------------------------- |
| 1 | Пиндорама-ду-Токантинс | Pindorama do Tocantins   | город     | 2 947                 | 11°08′05″ ю. ш. 47°34′39″ з. д. |